# Erling Holm
Erling Holm, född 1 december 1902 i Stockholm, död 26 augusti 1972, var en svensk kamrer och målare.
Han föddes i Stockholm av de norska föräldrarna disponenten Hans Henrik Holm och Margrethe Kristiane Feser och från 1929 var han gift med Karin Lovisa Åslund. Holm studerade krokiteckning vid Otte Skölds målarskola och målning vid Konsthögskolan 1930–1936. Han medverkade i höstsalongerna på Liljevalchs konsthall. Hans konst består av stilleben och landskap i olja. 